# Marco Storari
Marco Storari (Pisa, 7 januari 1977) is een Italiaanse doelman in het betaald voetbal.

## Carrière

### Begin
Storari begon met voetballen in zijn geboortestad Pisa, bij Perugia Calcio en Montevarchi. Zijn profdebuut maakte hij bij AC Ancona, in de Serie C. Na twee seizoenen bij Ancona vertrok Storari naar SSC Napoli waar hij weinig aan spelen toekwam. Van 2003 tot 2007 speelde hij voor ACR Messina, waar hij als basisspeler promotie naar de Serie A mee afdwong en daarin eerste keus bleef.

### AC Milan
Op 17 januari 2007 werd Storari overgenomen door AC Milan, als noodoplossing omdat zowel Dida als Željko Kalac geblesseerd waren. In Milaan kwam hij tot tien competitieduels. Ook maakte hij in dienst van Milan zijn debuut in de UEFA Champions League. Hij werd door de club verhuurd aan achtereenvolgens Levante UD.Cagliari Calcio, ACF Fiorentina en UC Sampdoria.

### Juventus
Op 23 juni 2010 nam Juventus FC Storari over van Milan voor een bedrag van 4,5 miljoen euro. Hier fungeerde hij vijf jaar als reservekeeper achter Gianluigi Buffon. Storari werd van 2012 tot en met 2015 vier keer achter elkaar landskampioen met Juventus, waaraan hij zelf in drie, zes, zes en vijf competitiewedstrijden bijdroeg.

### Cagliari
Storari tekende in juli 2015 een contract tot medio 2017 bij Cagliari Calcio, dat in het voorgaande seizoen degradeerde naar de Serie B.

## Cluboverzicht
| Seizoen | Club              | Competitie       | Duels | Doelp. |
| ------- | ----------------- | ---------------- | ----- | ------ |
| 1998/99 | AC Ancona         | Serie C1         | 0     | 0      |
| 1999/00 | AC Ancona         | Serie C1         | 35    | 0      |
| 2000/01 | AC Ancona         | Serie B          | 36    | 0      |
| 2001/02 | AC Ancona         | Serie B          | 22    | 0      |
| 2002/03 | SSC Napoli        | Serie A          | 4     | 0      |
| 2002/03 | → ACR Messina     | Serie B          | 16    | 0      |
| 2003/04 | ACR Messina       | Serie B          | 45    | 0      |
| 2004/05 | ACR Messina       | Serie A          | 28    | 0      |
| 2005/06 | ACR Messina       | Serie A          | 35    | 0      |
| 2006/07 | ACR Messina       | Serie A          | 19    | 0      |
| 2006/07 | AC Milan          | Serie A          | 3     | 0      |
| 2007/08 | → Levante UD      | Primera División | 17    | 0      |
| 2007/08 | → Cagliari Calcio | Serie A          | 20    | 0      |
| 2008/09 | → ACF Fiorentina  | Serie A          | 1     | 0      |
| 2009/10 | → UC Sampdoria    | Serie A          | 19    | 0      |
| 2009/10 | AC Milan          | Serie A          | 7     | 0      |
| 2010/11 | Juventus          | Serie A          | 23    | 0      |
| 2011/12 | Juventus          | Serie A          | 3     | 0      |
| 2012/13 | Juventus          | Serie A          | 6     | 0      |
| 2013/14 | Juventus          | Serie A          | 6     | 0      |
| 2014/15 | Juventus          | Serie A          | 5     | 0      |
| 2015/16 | Cagliari          | Serie B          | 41    | 0      |
| 2016/17 | Cagliari          | Serie A          | 15    | 0      |
| 2016/17 | AC Milan          | Serie A          | 0     | 0      |
| 2017/18 | AC Milan          | Serie A          | 0     | 0      |
| Totaal  | Totaal            | Totaal           | 406   | 0      |

## Erelijst
Cagliari Calcio
- Serie B

2016